# Drahthaariger Ungarischer Vorstehhund
Der Drahthaarige Ungarische Vorstehhund (ungarisch Drótszőrű magyar vizsla) oder Drahthaar Vizsla ist eine von der FCI anerkannte ungarische Hunderasse  (FCI-Gruppe 7, Sektion 1.1, Standard Nr. 239). Er zählt zu den Jagdgebrauchshunden.  Die nächste verwandte Rasse ist der Kurzhaarige Ungarische Vorstehhund. Beide sind unter dem Oberbegriff Magyar Vizsla zusammengefasst und weisen ähnliche Merkmale auf.

## Herkunft und Geschichtliches
Der Drahthaarige Ungarische Vorstehhund entstand in den 1930er Jahren aus einer Kreuzung des Kurzhaarigen Ungarischen Vorstehhundes mit dem Drahthaarigen Deutschen Vorstehhund. Der Ursprung liegt in Ungarn. 1966 wurde der Drahthaar Vizsla von der FCI als eigenständige Rasse anerkannt. In Österreich wird die Rasse vom Österreichischen Klub für drahthaarige Ungarische Vorstehhunde betreut.

## Beschreibung
Der Körperbau des Drahthaar Vizsla ist robuster als bei dem Kurzhaar Vizsla. Er ist trocken, hager und lebhaft. Die Widerristhöhe beträgt bei Rüden 58 bis 64 cm und bei Hündinnen 54 bis 60 cm. Das Fell kann verschiedene Abstufungen einer semmelgelben Farbe haben. Weiße Abzeichen an Brust, Kehle oder Zehen sind möglich. Das Fell ist drahthaarig, dicht und kräftig. Das Deckhaar ist zwei bis drei Zentimeter lang. Ausdauer und Kraft des Hundes sind nach außen erkennbar.
Der Drahthaar Vizsla ist aufgrund seiner Gelehrsamkeit ein leicht erziehbarer Hund. Er gilt als anhänglich und kontaktfreudig. Für den Jagdeinsatz nützen die Eigenschaften Beharrlichkeit, gutes Vorstehen und die hohe Sensibilität der Nase. Es handelt sich um eine selbstbewusste Rasse, die jedoch grobe Behandlung nicht verträgt.

## Verwendung
Der Drahthaarige Ungarische Vorstehhund ist ein vielseitig einsetzbarer Jagdgebrauchshund für Feld, Wald und Wasser. Sein problemloser Charakter macht ihn zusätzlich zu einem Familienhund, der in der Wohnung gehalten werden kann.